# کاساپسنا
کاساپسنا (به ایتالیایی: Casapesenna) یک کومونه در ایتالیا است که در استان کسرتا واقع شده‌است.

## خصوصیات
کاساپسنا ۳٫۰ کیلومترمربع مساحت و ۶٬۵۸۷ نفر جمعیت دارد و ۲۵ متر بالاتر از سطح دریا واقع شده‌است.